# Loxoconchidea dolgoiensis
Loxoconchidea dolgoiensis is een mosselkreeftjessoort uit de familie van de Loxoconchidae. De wetenschappelijke naam van de soort is voor het eerst geldig gepubliceerd in 1999 door Schornikov & Sokolenko.